# ماثيو كوبر (مجدف)
ماثيو كوبر (بالإنجليزية: Matthew Cooper)‏ هو مجدف بريطاني، ولد في 17 أبريل 1948 في بوسطن في المملكة المتحدة، وتوفي في 11 أكتوبر 2015 في سيدني في أستراليا.

## وصلات خارجية
- ماثيو كوبر على موقع الاتحاد الدولي للتجديف (الإنجليزية)
- ماثيو كوبر على موقع أوليمبيديا (الإنجليزية)
- ماثيو كوبر على موقع اللجنة الأولمبية البريطانية (الإنجليزية)